# Jane Renouardt
Jane Renouardt est une actrice française née le 7 juillet 1890 à Paris 6e et morte le 3 février 1972 à Ville-d'Avray (Hauts-de-Seine).

## Biographie

### Jeunesse et débuts
Victorine Catherine Renouard naît le 7 juillet 1890 dans le 6e arrondissement de Paris de François Jules Renouard, employé, et Catherine Rothhan, sans profession.
Elle fait ses débuts sur scène en 1910 dans une revue du théâtre Femina mais se fait réellement connaître du public en jouant au cinéma le rôle de la femme de Max Linder, Jane (prénom qu'elle adopte pour son nom de scène, ajoutant dans un second temps un « t » à son patronyme), dans une série de courts métrages muets réalisés par l'acteur entre 1911 et 1912.

### Carrière
Grâce à sa notoriété, elle fait édifier le théâtre Daunou par l'architecte Auguste Bluysen dans un style Art déco et demande à son amie Jeanne Lanvin d'en concevoir la décoration intérieure, en association avec Armand-Albert Rateau,. Inaugurée le 30 décembre 1921, la salle devient rapidement un lieu grâce au succès de l'opérette Ta bouche d'Yves Mirande et Albert Willemetz, musique de Maurice Yvain. Elle cède la direction en 1939 à René Sancelme.

### Mort
Elle meurt le 3 février 1972 à Ville-d'Avray (Hauts-de-Seine), à l'âge de 81 ans.

### Vie privée
Jane Renouardt épouse l'acteur Fernand Gravey (1905-1970) le 20 octobre 1936 à Joué-lès-Tours (Indre-et-Loire). Le couple divorce le 13 mai 1947 mais reste proche. Elle est ainsi inhumée à ses côtés, au cimetière de Saint-Cloud.

## Théâtre
- 1910 : Bigre !, revue en 4 tableaux de Rip et Jacques Bousquet, théâtre Femina
- 1913 : L'Enchantement d'Henry Bataille, théâtre de la Renaissance
- 1913 : Le Bourgeon de Georges Feydeau, théâtre de l'Athénée
- 1914 : La Pèlerine écossaise de Sacha Guitry, théâtre des Bouffes-Parisiens
- 1914 : J'ose pas de Georges Berr, théâtre du Palais-Royal
- 1916 : Théâtre aux armées, œuvres de Paul Gavault, Maurice Donnay, Miguel Zamacoïs, Jules Jouy, Lucien Boyer, Anatole France et Tristan Bernard, Opéra-Comique
- 1917 : Le Sexe fort de Tristan Bernard, théâtre du Gymnase
- 1917 : La Jeune Fille au bain de Louis Verneuil, théâtre Antoine
- 1918 : Notre image d'Henry Bataille mise en scène Armand Bour, théâtre Réjane
- 1919 : La Vie amoureuse de Casanova de Maurice Rostand mise en scène Edmond Roze, théâtre des Bouffes-Parisiens
- 1919 : Le Bonheur de ma femme  de René Peter et Maurice Soulié, théâtre des Capucines
- 1919 : Souris d'hôtel de Paul Armont et Marcel Gerbidon, théâtre Femina
- 1925 : Jeunes filles de palaces de Paul Armont et Marcel Gerbidon, théâtre de la Madeleine
- 1927 : Fanny et ses gens d'après Jerome K. Jerome, mise en scène Edmond Roze, théâtre Daunou
- 1927 : Ève toute nue de Paul Nivoix, théâtre Michel
- 1931 : Pierre ou Jack... ? de Francis de Croisset, mise en scène Lucien Rozenberg, théâtre de l'Athénée

## Filmographie
- 1911 : Max veut faire du théâtre, court métrage de Max Linder : Jane (sous le nom de Jane Renouard)
- 1911 : Max et les Crêpes, court métrage  de Max Linder : Jane
- 1912 : Un mariage au téléphone, court métrage  de Max Linder : Jane
- 1912 : Max veut grandir, court métrage  de Max Linder : Jane
- 1912 : Entente cordiale, court métrage  de Max Linder : Jane
- 1912 : Le Voyage de noces en Espagne, court métrage  de Max Linder : Jane
- 1912 : Une nuit agitée, court métrage  de Max Linder : Jane
- 1912 : Jalousie ou Max est jaloux, court métrage  de Max Linder : Jane
- 1912 : Max amoureux de la teinturière, court métrage de Max Linder : Jane
- 1912 : Max et son chien Dick, court métrage  de Max Linder : Jane
- 1912 : Max reprend sa liberté, court métrage  de Max Linder : Jane
- 1912 : Max lance la mode, court métrage  de Max Linder : Jane
- 1916 : L'Enfant prodigue[6], court métrage de Michel Carré : Phrynette
- 1916 : La Petite Amie, court métrage de Marcel Simon
- 1917 : Le Clown, court métrage   de Maurice de Féraudy
- 1917 : Une soirée mondaine, court métrage de Henri Diamant-Berger
- 1918 : La Fugitive de André Hugon
- 1919 : En quatrième vitesse, court métrage de Marcel Simon